# Vidalići
Vidalići is een plaats in de gemeente Novalja in de Kroatische provincie Lika-Senj. De plaats telt 2 inwoners (2001).